# Sila (televizijska serija)
Sila je turska serija. Glavne uloge u seriji igraju glumci Cansu Dere i Mehmet Akif Alakurt. Radnja serije smještena je u Istanbulu, Mardini. U Hrvatskoj se Sila premijerno prikazivala od 1. siječnja 2013. do 30. svibnja 2013. na Novoj TV (ukupno 79 epizoda).

## Radnja
Na početku serije junakinja serije biva prisilno udana za naočitog agu. Udaljena kilometrima od svijeta u kojem je odrasla, Sila se polagano počinje prilagođavati klimi tog područja te se nastoji žestoko boriti protiv sustava agovanja. Uskoro Sila bježi u Istanbul i zasjedne na čelo najbogatije korporacije. Međutim ljut zbog odlaska žene, Boran dolazi za svojom ženom te saznaje da je ona trudna.
Nakon pomirbe Boran i Sila odlaze u Midjat, gdje Sili prijeti smrtna presuda. Boranov bratić Džihan s druge strane nastoji Boranu uzeti status age. Uskoro na svijet stiže mali Bedirhan. Nakon velike tragedije, ubojstva Silinog brata Azada i pogibije Džihana, Boran se odrekne statusa age.
Nove nedaće za Borana i Silu donosi Berzan aga. Nakon njegovog samoubojstva i Bedirhanove otmice, osoba koja će zapečatiti sudbinu Sili bit će rastrojena Esma. Esma nemilosrdno puca u Sili, ne znajući kako je ona ponovno trudna.

## Glumačka postava

### Glavni likovi
| Glumac              | Lik               | Sezona  |
| ------------------- | ----------------- | ------- |
| Cansu Dere          | Sila Sönmez Genco | 1, 2, 3 |
| Mehmet Akif Alakurt | Boran Genco ağa   | 1, 2, 3 |

### Sporedne uloge
| Glumac/ica           | Lik             | Sezona  |
| -------------------- | --------------- | ------- |
| Zeynep Eronat        | Bedar Sönmez    | 1, 2, 3 |
| Menderes Samancılar  | Celil Sönmez    | 1, 2, 3 |
| Muhammed Cangören    | Firuz Genco ağa | 1, 2, 3 |
| Fatoş Tez            | Kevser Genco    | 1, 2, 3 |
| Kartal Balaban       | Emre            | 1, 2    |
| Tayanç Ayaydın       | Abay            | 1, 2, 3 |
| Devrim Saltoğlu      | Cihan Genco     | 1, 2    |
| Cemal Toktaş         | Azad Sönmez     | 1, 2    |
| Boncuk Yılmaz        | Narin Sönmez    | 1, 2, 3 |
| Celil Nalçakan       | Dilaver Genco   | 1, 2, 3 |
| Muhammed Cangören    | Zinar Genco     | 1, 2, 3 |
| Sinem Yaruk          | Ayşe            | 1, 2, 3 |
| Zeynep Anıl Tatdıran | Dilan Sönmez    | 1       |
| Gökçe Yanardağ       | Esma Özdemir    | 1, 2, 3 |
| Sermiyan Midyat      | Berzan aga      | 3       |
| İpek Tanrıyar        | Zeynep          | 2, 3    |
| Esra Akhisarli       | Zeliha          | 3       |
| Serap Dogan          | Ummu Genco      | 1,2, 3  |
| Bertan Dirikolu      | Harun           | 2       |
| Sema Mumcu           | Gizem           | 2       |

### Gostujuće uloge
| Glumac/ica           | Lik          | Sezona |
| -------------------- | ------------ | ------ |
| Hazal Kaya           | Berrin       | 2      |
| Zeynep Anıl Tatdıran | Dilan Sönmez | 2, 3   |